# Fly to the Rainbow
Fly to the Rainbow es el segundo álbum de estudio de la banda alemana de hard rock y heavy metal Scorpions, publicado en 1974 por RCA Records. En junio de 1973 el guitarrista Michael Schenker renunció para integrarse a la británica UFO, así que su hermano Rudolf invitó a Uli Jon Roth para que los ayudara con las presentaciones restantes de la gira Lonesome Crow Tour. Al poco tiempo la formación que grabó Lonesome Crow se separó y Schenker colaboró con la banda de Roth, Dawn Road; ante la falta de un vocalista el guitarrista sugirió a Klaus Meine. A pesar de tener más músicos de Dawn Road que de Scorpions, optaron por seguir usando el nombre de este último porque ya tenía cierto reconocimiento en el país
Con la coproducción de Scorpions y Frank Bornemann, fundador de Eloy, su sonido marca el inicio de su clásico hard rock, aunque en algunas canciones mantienen algunas reminiscencias del estilo de su álbum anterior. Fly to the Rainbow estableció dos aspectos que serían habituales en el proceso de composición de sus siguientes álbumes, por un lado canciones escritas por la dupla Schenker-Meine y, por el otro, las de Roth como solista. Una vez que salió a la venta, obtuvo una nula atención en los mercados occidentales, a diferencia de Japón en donde entró en la respectiva lista musical. Por otro lado, recibió reseñas positivas por parte de algunos críticos, que lo ven como un puente entre su anterior sonido y el que crearían más tarde.

## Antecedentes
Tras el lanzamiento de Lonesome Crow en 1972, Scorpions realizó su respectiva gira promocional que le permitió tocar por varios clubes y festivales de la aquella entonces Alemania Occidental. En junio de 1973 tenía programado algunas presentaciones como teloneros de UFO, pero casi son canceladas cuando el guitarrista Bernie Marsden olvidó su pasaporte. Para realizarlas la banda le pidió ayuda a Michael Schenker, cuyo trabajo agradó al vocalista Phil Mogg, quien le persuadió para que ingresara en UFO como miembro oficial. Luego de conversarlo con su hermano Rudolf, Michael aceptó porque consideraba que al establecerse en el Reino Unido potenciaría aún más su carrera.
La salida de Michael obligó a Rudolf a recurrir a su amigo Uli Jon Roth para que los ayudara con las presentaciones restantes y su primer concierto sucedió el 29 de junio de 1973, en un festival en Vechta. Al poco tiempo Scorpions se separó y con ello perdió su contrato con Brain Records. Entusiasmado por trabajar con Roth, Schenker participó de los ensayos de su banda Dawn Road, compuesta además por Francis Buchholz (bajo), Jürgen Rosenthal (batería) y Achim Kirschning (teclados); ante la falta de un vocalista, Schenker convenció a Klaus Meine para que se les uniera. A pesar de tener más músicos de Dawn Road que de Scorpions, optaron por seguir usando este último nombre, porque ya tenía cierto reconocimiento en el país.

## Grabación

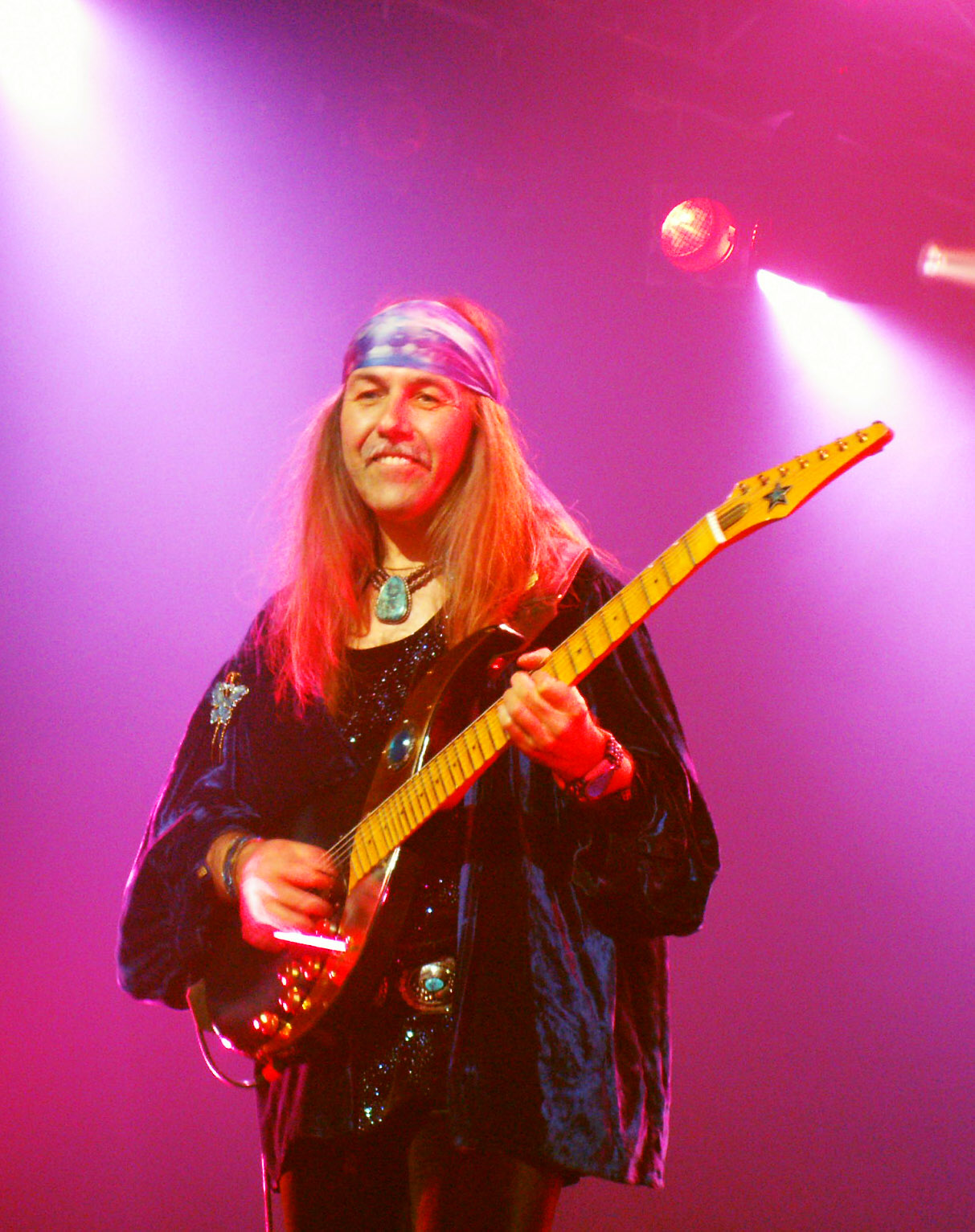
Fly to the Rainbow fue el primer álbum del guitarrista Uli Jon Roth

La banda, una vez reestructurada, firmó un contrato por cinco álbumes con RCA Records y al poco tiempo comenzó la grabación de su nuevo disco en Musicland Studios de Múnich, con la ayuda del ingeniero de sonido Reinhold Mack. Al principio la banda quedó a cargo de la producción, pero ante la falta de experiencia, el sello contrató a Frank Bornemann de Eloy como coproductor. Roth recordó que en cierto punto les sirvió, porque fungió como intermediario para comunicarse con Mack, pero no hubo química de trabajo. Bornemann hizo la mezcla y dejó el volumen de la voz demasiado bajo, pero ante el reclamo de Scorpions, el sello hizo oídos sordos; Roth señaló que «él [Bornemann] tenía cierta preferencia». Como no quedaron conformes, Roth y Schenker llevaron las cintas al estudio Muschen en Seevetal y corrigieron el problema. Roth relató que todo se hizo en muy poco tiempo, tal vez en una semana, en abril de 1974.

## Composición
El proceso de composición estableció dos aspectos que serían habituales en sus posteriores álbumes, por un lado las canciones escritas por la dupla Schenker-Meine y por el otro las de Roth. El álbum inicia con «Speedy's Coming», un tema de hard rock que estableció el sonido «marca registrada» de la banda. El crítico Martin Popoff señaló que es la única composición definida 100 % como hard rock, ya que a partir de ella el disco mantiene cierta reminiscencia a su producción debut. «They Need a Million» poseía una estructura similar a una canción española, aunque en su parte más pesada hay un breve presagio metalero a «Steamrock Fever» de Taken by Force (1977). «Drifting Sun», la primera composición de Roth, presenta elementos que recuerdan a The Jimi Hendrix Experience y Cream, en donde la interpretación de Rosenthal en la batería es «descomunal» según Popoff. «Fly People Fly», posicionada como la primera power ballad de Scorpions, posee una estructura lenta, calmada y dramática en los versos, pero en el estribillo el ritmo aumenta hacia el heavy rock. Esta es la primera de las tres composiciones en donde figura Michael Schenker como cocompositor, las otras eran «Far Away» y «Fly to the Rainbow». Según Roth, parte de ellas fueron escritas después del lanzamiento de Lonesome Crow y tras la reformación, las utilizaron como base.
«This is My Song», considerada por Popoff como un «impertinente y poderoso pop rock» mezclado con una «predisposición progresiva», presenta unas guitarras gemelas —en donde los dos guitarristas fungen como líderes en un solo— que hace recordar a Thin Lizzy e incluso a los posteriores Iron Maiden. «Far Away», por su parte, tiene un tono solitario y fantástico que remonta al álbum debut. La última canción, «Fly to the Rainbow», dura cerca de diez minutos y posee un eclecticismo de elementos como «algunas pretensiones serias de art-rock (unas guitarras españolas, una narración del chamán espacial drogado de Roth, etc.), pero finalmente fueron compensadas por sus temas melódicos irresistibles y sturm und drang puro». A su vez, tiene toques de folk, un montón de progresivo y unas guitarras gemelas de una «naturaleza triste».

## Lanzamiento y promoción
Fly to the Rainbow salió a la venta el 1 de noviembre de 1974 a través de RCA Records, y logró una nula atención en los mercados occidentales. Sin embargo, cuando se publicó en Japón en 1976, alcanzó el puesto 83 de la lista musical desarrollada por Oricon. Por ese motivo, el sello optó por publicar a «Speedy's Coming» como sencillo solo en ese país. Años más tarde, la organización World Wide Europe Awards (WWA) le confirió un disco de platino en representación a un millón de copias vendidas solo en Europa.
Para promocionarlo, la banda realizó una extensa gira llamada Fly to the Rainbow Tour, que le permitió tocar por varias ciudades de su país y debutar en el extranjero con presentaciones en Francia, Bélgica, Luxemburgo y los Países Bajos. Para entonces, el batería Jürgen Rosenthal ya no estaba en la agrupación porque tuvo que cumplir con el servicio militar y su concierto final fue el último de la gira de Lonesome Crow, celebrado el 30 de abril de 1974. Para reemplazarlo contrataron a Dobbie Fechter, pero solo duró un par de meses ya que renunció para pasar tiempo con su novia, por ello, la última parte de la gira la realizó el batería belga Rudy Lenners.

## Portada
La portada la creó la firma de diseñadores de Hamburgo CoDesign/Dirichs, la misma que realizó la de Lonesome Crow. En ella aparece un hombre con un par de zapatos con hélices en un fondo gris. Roth en una entrevista contó que no tenía idea que significaba y no le gustó desde el principio, además intentó de convencer a los demás de cambiarla por una pintura hecha por Rosenthal, pero Schenker le contó que no dependía de ellos. En 2023, la revista Metal Hammer la incluyó en la lista de las 50 portadas de rock y metal más divertidas y feas de la historia.

## Comentarios de la crítica
Fly to the Rainbow recibió reseñas positivas por parte de la prensa especializada, porque lo han considerado un puente entre su álbum debut y su posterior sonido. Eduardo Rivadavia de AllMusic mencionó que con este disco «comienzan a establecer su característico sonido de hard rock mientras exorcizan la última de sus tendencias hippies psicodélicas restantes» y llamó a las voces de Roth y Schenker como «débiles» en el tema «Drifting Sun». Al final, reconoció que el álbum «era otra experiencia de crecimiento para la banda». En su análisis para Ultimate Classic Rock, Rivadavia comentó que «No fue perfecto, pero este proyecto fue claramente un puente perfectamente respetable y, en ocasiones, muy impresionante para una banda que recientemente se había encontrado al borde del olvido total». En 2015, lo posicionó en el octavo puesto en su lista de los álbumes de Scorpions ordenados de peor a mejor. En un recuento similar, Malcolm Dome de Classic Rock lo situó en el puesto doce y señaló que: «Aquí es realmente donde realmente comenzó Scorpions como lo conocemos (...) Esto era hard rock británico, pero con un toque individual. Nadie más sonaba así».
El crítico Martin Popoff mencionó que en su tiempo lo señalaron por su absurda portada y fue visto como un álbum de krautrock —aunque sin serlo— y que en su conjunto el álbum apoyó la idea de que las bandas alemanas de la época podían aferrarse al hard rock. En su revisión de 1976 para The Pittsburgh Press, Pete Bishop destacó la «voz alta y de calidad de Meine» y llamó como mejores canciones a «Speedy's Coming», «Fly People Fly» y «Drifting Sun». Además, comentó que «las [partes] instrumentales suelen ser menos de lo que podrían ser (en su mayoría son ruido en "Drifting Sun"), pero eso puede cambiar. Y si lo hace, haz sitio para Scorpions». Por su parte, la revista Cashbox mencionó que era «un ataque puro y duro con una parte inferior melódica texturizada», en que el heavy metal de la banda «se ve favorecido por algunos riffs versados, ya que los cortes de guitarra se ejecutan continuamente en giros bruscos sobre un fondo de bajo y apropiadamente sobre las voces».

## Lista de canciones
| N.º | Título                | Escritor(es)                      | Duración |  |
| 1.  | «Speedy's Coming»     | Schenker, Meine                   | 3:40     |  |
| 2.  | «They Need a Million» | Schenker, Meine                   | 4:55     |  |
| 3.  | «Drifting Sun»        | Roth                              | 7:44     |  |
| 4.  | «Fly People Fly»      | Michael Schenker, Meine           | 5:07     |  |
| 5.  | «This Is My Song»     | Schenker, Meine                   | 4:20     |  |
| 6.  | «Far Away»            | Schenker, Meine, Michael Schenker | 5:44     |  |
| 7.  | «Fly to the Rainbow»  | Michael Schenker, Roth            | 9:41     |  |

## Posicionamiento en listas musicales
| País   | Lista (1976)       | Posición |
| ------ | ------------------ | -------- |
| Japón  | Japan Albums Chart | 83       |
| País   | Lista (2023)       | Posición |
| España | Top 100 Vinilos    | 75       |

## Certificaciones
| Región | Organismo certificador         | Certificación | Ventas certificadas | Ref.   |
| ------ | ------------------------------ | ------------- | ------------------- | ------ |
| Europa | World Wide Europe Awards (WWA) | Platino       | 1 000               | [ 17 ] |

## Créditos
| - Klaus Meine: voz - Uli Jon Roth: guitarra líder, coros y voz en «Drifting Sun» y «Fly to the Rainbow» - Rudolf Schenker: guitarra rítmica, coros y voz en «Drifting Sun» y «They Need a Million» - Francis Buchholz: bajo y coros - Jürgen Rosenthal: batería - Achim Kirschning: teclados, mellotron y órgano | - Scorpions y Frank Bornemann: producción - Wandrey's Studio: diseño de la portada - Reinhold Mack y Horst Andritschke: ingeniería de sonido |

Fuente: Discogs